# Descondicionament
El descondicionament és l'adaptació d'un organisme a un entorn diferent, o, alternativament, la disminució de l'adaptació fisiològica a les condicions normals. Alguns dels descondicionaments venen a resultar en la disminució d'activitat física, el repòs en llit continuat, la immobilitat per escaiola ortopèdica, paràlisi, envelliment, etc.
 Un interès particular en l'estudi del descondicionament és en medicina aeroespacial, per diagnosticar, combatre i prevenir els efectes adversos de les condicions del vol espacial. El descondicionament causa la disminució dels resultats físics per la pèrdua de múscul, incloent els del cor. El descondicionament és causat per la falta de gravetat o una gravetat sense moviment (per exemple, durant el repòs en llit) resultat en la distribució anormal de líquids corporals.